# Xàbia
Xàbia és un municipi del País Valencià situat a la Marina Alta, que presenta dos nuclis de població tradicionals: el nucli històric, amb origen al segle xiv, i Duanes de la Mar (o el Port). Posteriorment s'hi va afegir, a causa del desenvolupament turístic, un nou nucli de població anomenat l'Arenal, vora la platja del mateix nom, zona que hui representa el principal focus turístic del municipi.
El seu nucli principal és un poble aïllat; per a visitar-lo cal desviar-se de les carreteres nacionals i autovies. L'entorn natural i el relleu costaner xabienc, format per penya-segats, xicotetes platges i una mar blava i transparent ha atret molts estrangers europeus que hi han establert la seua segona residència.

## Geografia

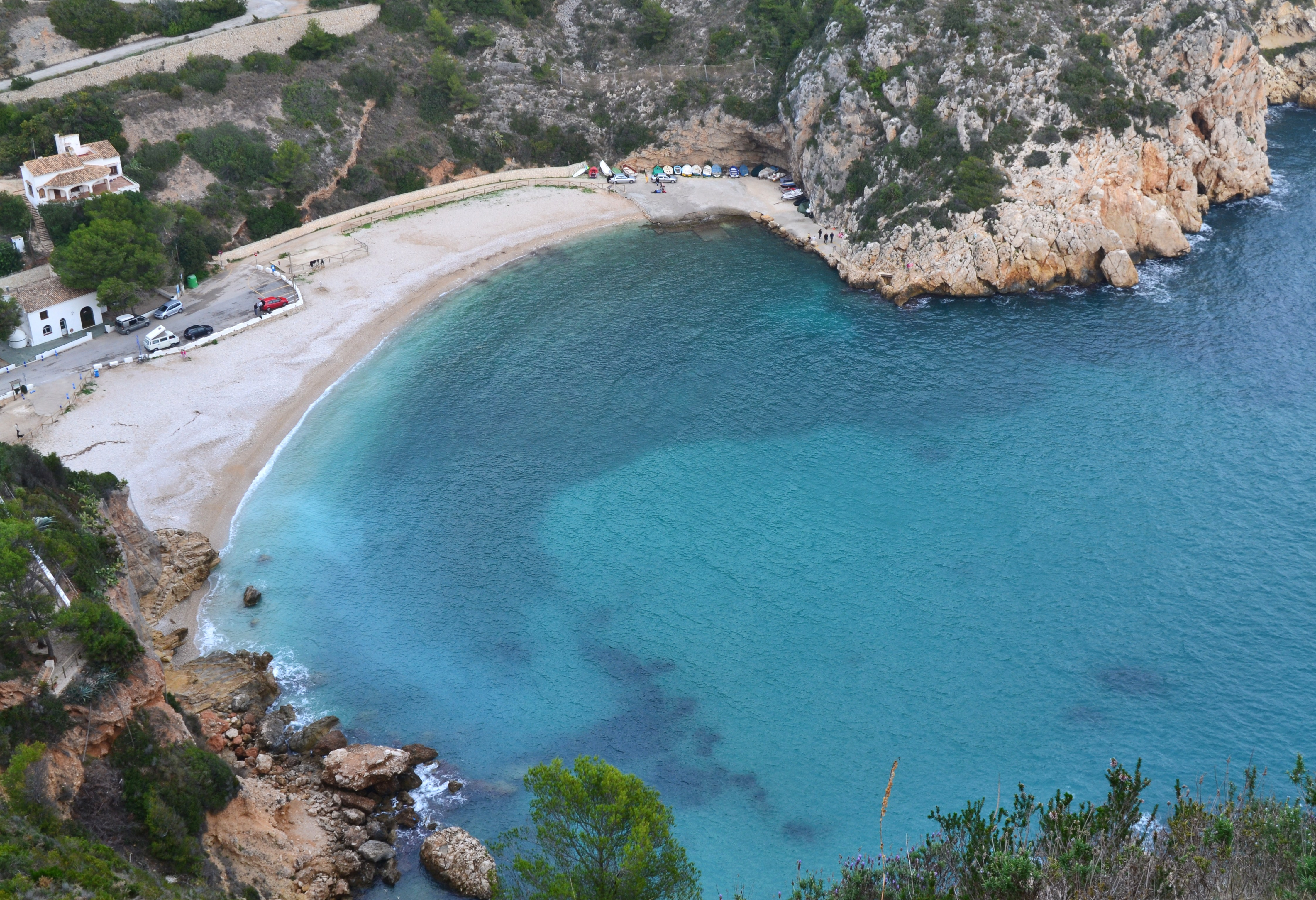
La platja de la Granadella de Xàbia

El massís del Montgó s'alça sobre la població a prop dels 753 metres al vessant nord protegint-la del vent de tramuntana. Al Montgó hi ha una cova i un avenc de més de cent metres de fondària. El Montgó, juntament amb la Segària i la Serra de Bérnia, és una de les muntanyes emblemàtiques del País Valencià. Fàcilment visibles des de la mar, són i han sigut referent i punt de referència per als mariners valencians i mallorquins.
La badia de Xàbia es forma entre els caps de Sant Antoni (al nord) i el Cap Prim. El cap més important geogràficament és el cap de la Nau, que representa la part que més s'endinsa en la mar de totes les comarques del centre del País Valencià. Hi ha dues illes xicotetes: l'illa del Portitxol, enfront de la platja de la Barraca, i l'illa del Descobridor, enfront de la platja nudista d'Ambolo.
El riu Gorgos o de Xaló creua d'oest a est la comarca de la Marina Alta i desemboca al terme municipal de Xàbia. És un riu d'evacuació d'aigua quan plou, ja que durant la major part de l'any es troba sec. A diferència de localitats pròximes, Xàbia posseeix una orografia variada, des d'una vall entre el Montgó i els contraforts del cap de la Nau i el Pic del Poble Nou de Benitatxell, a la plana baixa del Pla del Saladar i l'alta planícia de la partida dels Plans.

### Localitats limítrofes
El terme municipal de Xàbia limita amb les localitats de Dénia, el Poble Nou de Benitatxell i Teulada, així com amb les pedanies de la Xara i Jesús Pobre, ambdues pertanyents a Dénia.

## Història
El 1244 Dénia capitulà en favor a Jaume el Conqueridor, i Pere Eiximen d'En Carròs (qui dirigia la conquesta de la Marina) procedí al seu repartiment. La repoblació de la zona serà difícil i lenta a causa de les revoltes musulmanes i fins a 1279 no començarà a haver-hi una població estable. La primera notícia documental de Xàbia són del temps de Jaume el Just, per la necessitat de reforçar la frontera sud, motivat per la guerra amb Castella (1296) i les ràtzies provinent del Regne de Granada que podrien rebre l'ajut de la població mudèjar de la zona.
El 1397 s'atorga a Xàbia el títol de Vila, amb Consell i terme, però continua dependent del Comtat de Dénia. El segle xv hi ha una recuperació i un augment de la població, i certa prosperitat, cosa que indica l'ampliació del recinte emmurallat. A causa del creixement continu de la població i dels atacs barbarescs, s'aconsella construir una fortalesa: l'església-fortalesa de Sant Bertomeu, al centre de la vila. L'altre assumpte que preocupava els habitants de Xàbia era la pesta, però la localitat no en resultà excessivament afectada: el 1510 tenia 930 habitants i un segle després va duplicar eixa xifra.
El 1609 s'efectua l'expulsió dels moriscos, que afectà greument a tota la comarca; però Xàbia, com que era lloc de «cristians vells» no resultà afectada. Durant la Guerra de Successió, Xàbia participa en el bàndol borbònic. Per això, acabada la guerra obtindrà privilegis, títols i una concessió per al port per a poder exportar mercaderies i fruits del país. Així, el port es va convertir en el motor de l'economia del municipi.
L'economia, fonamentalment agrícola, es basava en els cultius de secà: dacsa, ametler, vinya, garrofera i olivera. Un altre cultiu a destacar és la pansa, que en el segle xix es convertí en la principal exportació. La Guerra del francès afectà Xàbia amb incursions de l'exèrcit napoleònic aquarterades al castell de Dénia. Un fort augment de la demanda dels mercats nord-europeus i americans a partir de la segona meitat del segle xix farà créixer encara més la importància de la producció, elaboració i exportació de pansa. Això comporta l'aparició d'una burgesia mercantil local. Una mostra d'eixa puixança econòmica és l'enderrocament de les muralles el 1873 i l'eixamplament del poble. El creixement va continuar fins a l'aparició de la fil·loxera, que va causar la ruïna del camp.
L'any 1922 s'instal·là el subministrament d'aigua potable.
El municipi seguirà sent agrícola fins als anys seixanta del segle xx, quan va aparèixer el turisme (la construcció del Parador de Turisme). Hui dia s'ha convertit en un centre turístic.

## Economia
Encara que a principi del segle xx l'economia de Xàbia es basava en l'agricultura i pesca, va ser transformada cent anys més tard en una economia totalment turística, a causa de les condicions favorables amb què compta per a desenvolupar-hi el turisme de sol i platja característic de la zona mediterrània. El turisme és l'activitat econòmica de major importància de la població, activitat que va ser molt espentada des de prou aviat, gràcies a la creació del Parador de Turisme Costa Blanca a la dècada del 1960.

## Demografia
| Població | 1.339 | 2.018 | 6.606 | 5.866 | 6.072 | 5.503 | 6.136 | 5.941 | 6.029 | 7.130 | 10.964 | 16.603 | 24.645 | 29.279 | 29.923 | 29.067 | 27.604 |

## Política i govern

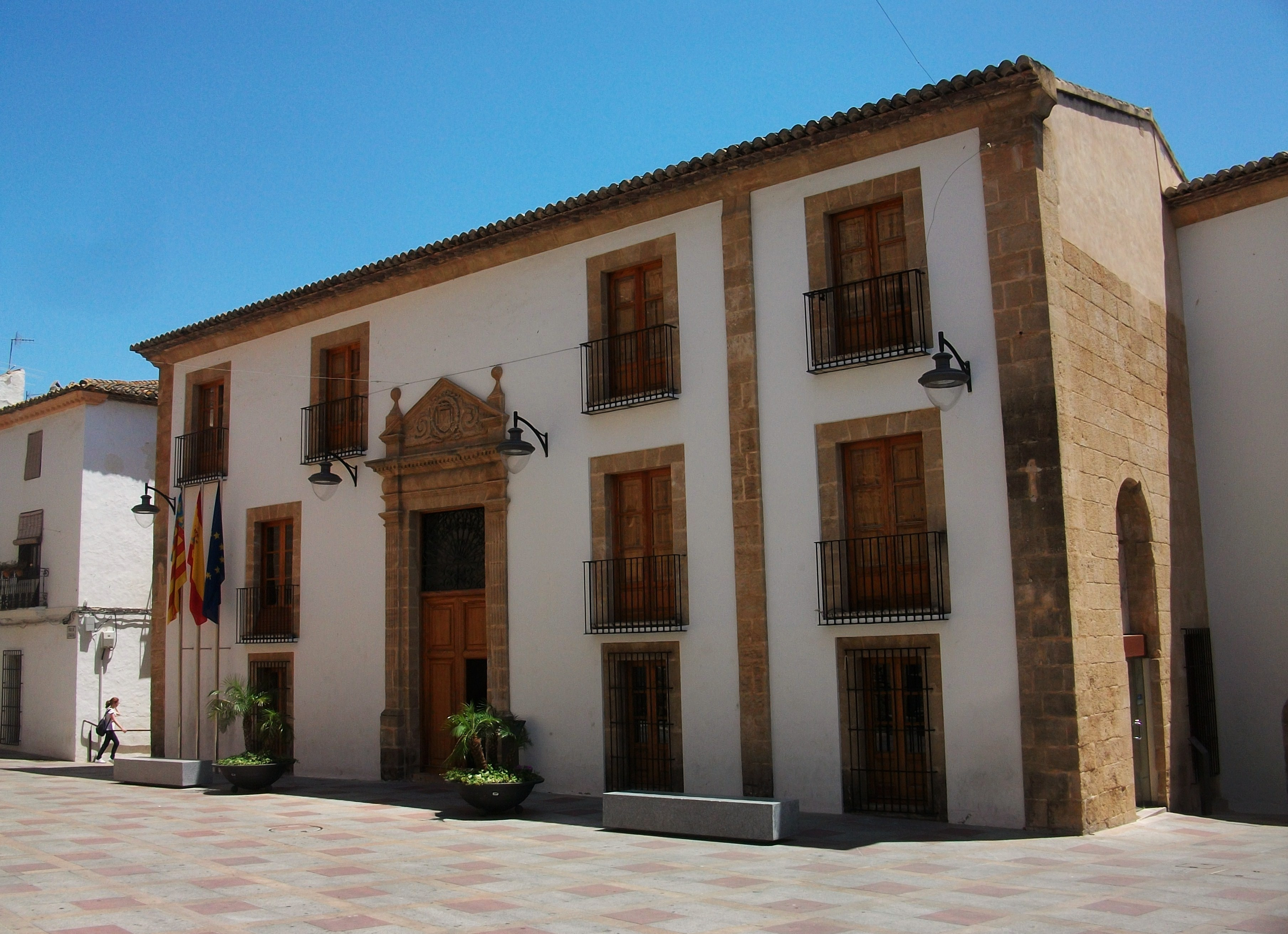
Ajuntament de Xàbia

### Composició de la Corporació Municipal
El Ple de l'Ajuntament està format per 21 regidors. En les eleccions municipals de 26 de maig de 2019 foren elegits 11 regidors del Partit Socialista del País Valencià (PSPV-PSOE), 5 del Partit Popular (PP), 2 de Ciudadanos por Javea (CPJ), 2 de Compromís per Xàbia (Compromís) i 1 de Ciutadans - Partit de la Ciutadania (Cs).
| Eleccions municipals de 26 de maig de 2019 - Xàbia |                                          |                                     |                                     |         |          |          |
| Candidatura | Candidatura                              | Candidatura                         | Cap de llista                       | Vots    | Vots     | Regidors |
| | Partit Socialista del País Valencià-PSOE |                                     | José Francisco Chulvi Español       | 3.873   | 45,32%   | 11 (-3)  |
| | Partit Popular                           |                                     | Rosa Vicenta Cardona Vives          | 1.832   | 21,44%   | 5 (+3)   |
| | Ciudadanos por Javea                     |                                     | Juan Bautista Ortolá Bas            | 995     | 11,64%   | 2 (-2)   |
| | Compromís per Xàbia                      |                                     | Vicent Josep Colomer Mayans         | 827     | 9,68%    | 2 (+1)   |
| | Ciutadans - Partit de la Ciutadania      |                                     | Enrique Escrivà Teran               | 564     | 6,60%    | 1 (+1)   |
| | Altres candidatures                      |                                     |                                     | 407     | 4,76%    | 0        |
| | Vots en blanc                            |                                     |                                     | 48      | 0,56%    |          |
| Total vots vàlids i regidors | Total vots vàlids i regidors             | Total vots vàlids i regidors        | Total vots vàlids i regidors        | 8.546   | 100 %    | 21       |
| | Vots nuls                                | Vots nuls                           | Vots nuls                           | 101     | 1,17%    |          |
| Participació (vots vàlids més nuls) | Participació (vots vàlids més nuls)      | Participació (vots vàlids més nuls) | Participació (vots vàlids més nuls) | 8.647   | 55,43%** |          |
| Abstenció | Abstenció                                | Abstenció                           | Abstenció                           | 6.953*  | 44,57%** |          |
| Total cens electoral | Total cens electoral                     | Total cens electoral                | Total cens electoral                | 15.600* | 100 %**  |          |
| Alcalde: José Francisco Chulvi Español (PSPV) (15/06/2019) Per majoria absoluta dels vots dels regidors (13 vots: 11 de PSPV i 2 de Compromís)             |                                          |                                     |                                     |         |          |          |
| Fonts: Ministeri de l'Interior. Junta Electoral de Zona de Dénia. Periòdic Ara. (* No són vots sinó electors. ** Percentatge respecte del cens electoral.) |                                          |                                     |                                     |         |          |          |

### Alcaldes
Des de 2011 l'alcalde de Xàbia és José Francisco Chulvi Español de PSPV-PSOE.
| Període                       | Alcalde o alcaldessa                                       | Partit polític | Data de possessió     | Observacions                           |
| ----------------------------- | ---------------------------------------------------------- | -------------- | --------------------- | -------------------------------------- |
| 1979–1983                     | Enrique Bas Espinos                                        | PSPV-PSOE      | 19/04/1979            | --                                     |
| 1983–1987                     | Enrique Bas Espinos                                        | PSPV-PSOE      | 28/05/1983            | --                                     |
| 1987–1991                     | Enrique Bas Espinos                                        | PSPV-PSOE      | 30/06/1987            | --                                     |
| 1991–1995                     | Juan Bautista Moragues Pons                                | PP             | 15/06/1991            | --                                     |
| 1995–1999                     | Juan Bautista Moragues Pons                                | PP             | 17/06/1995            | --                                     |
| 1999–2003                     | Eduardo Julián Monfort Bolufer Jaime Sapena Gual           | UC-CDS PP      | 03/07/1999 21/10/2000 | Moció de censura PP+GIJ+UV --          |
| 2003–2007                     | Juan Bautista Moragues Pons Eduardo Julián Monfort Bolufer | PP BLOC-CX     | 14/06/2003 22/11/2005 | Moció de censura BLOC-CX+PSOE+PUGIJ -- |
| 2007–2011                     | Eduardo Julián Monfort Bolufer                             | BLOC-CX        | 16/06/2007            | --                                     |
| 2011–2015                     | José Francisco Chulvi Español                              | PSPV-PSOE      | 11/06/2011            | --                                     |
| 2015–2019                     | José Francisco Chulvi Español                              | PSPV-PSOE      | 13/06/2015            | --                                     |
| 2019-2023                     | José Francisco Chulvi Español                              | PSPV-PSOE      | 15/06/2019            | --                                     |
| Des de 2023                   | Rosa Cardona Vives                                         | PPCV           | 17/06/2023            | --                                     |
| Fonts: Generalitat Valenciana |                                                            |                |                       |                                        |

## Monuments i elements d'interès

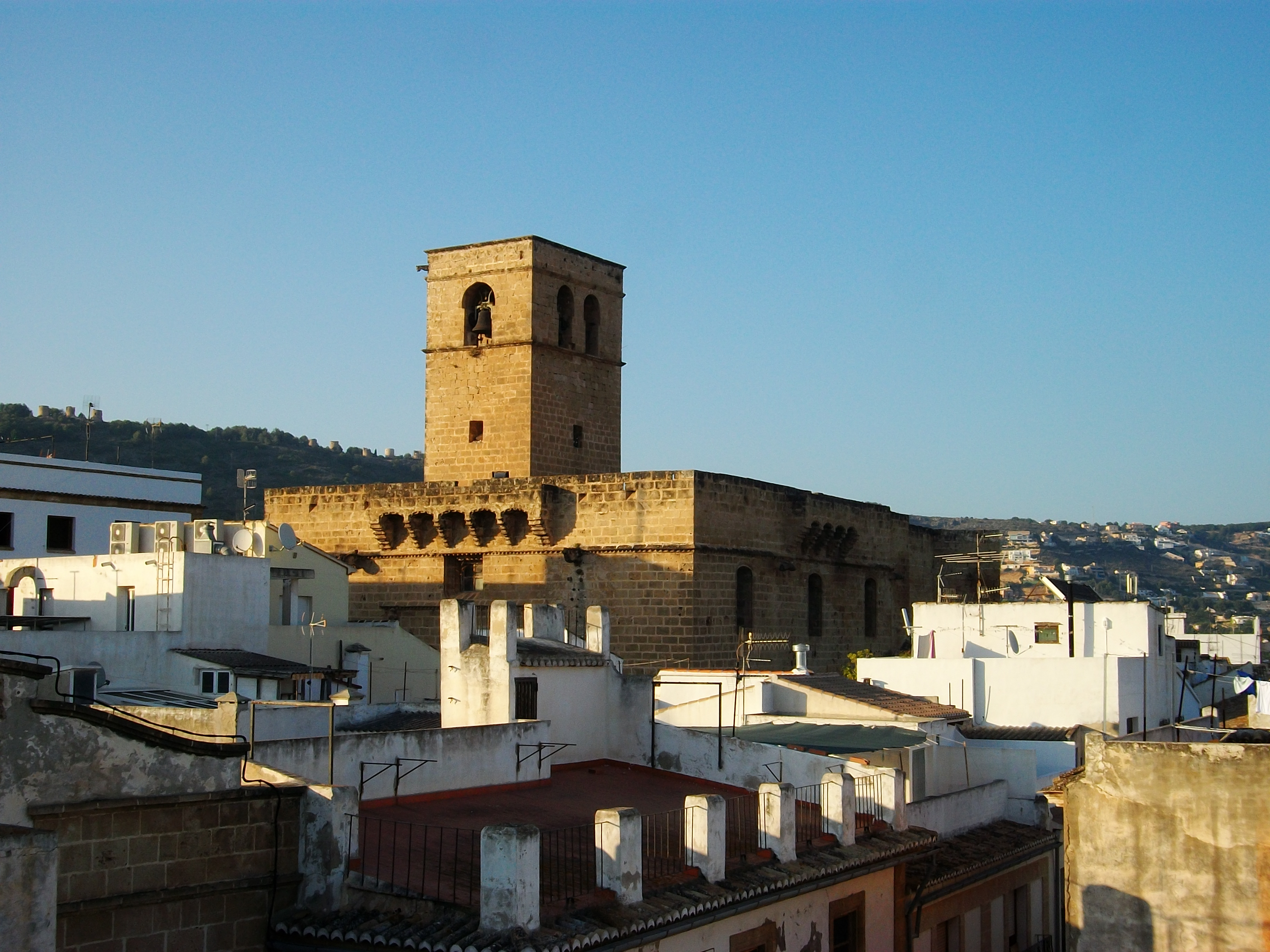
Església de Sant Bertomeu.

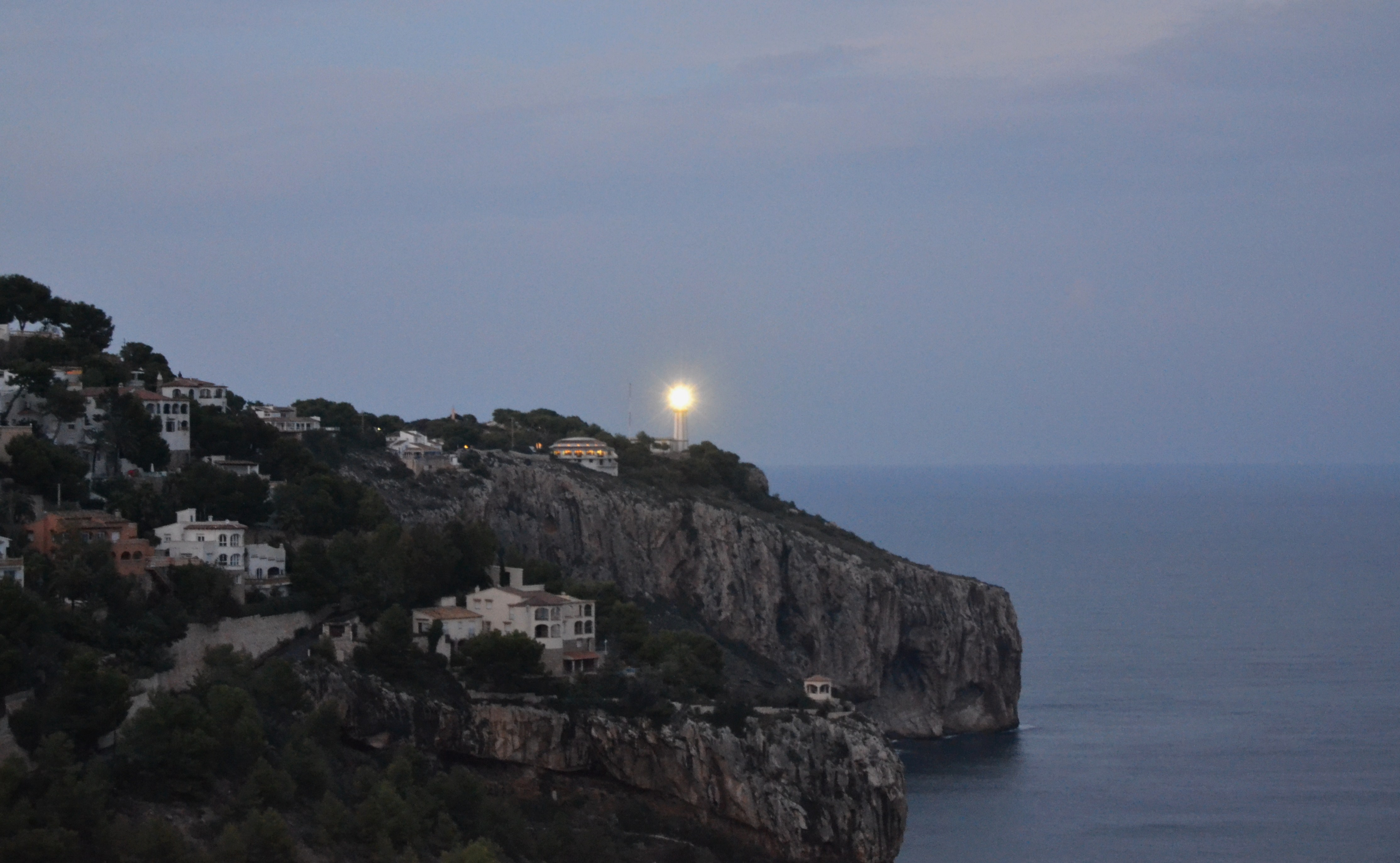
Far del Cap de la Nau.

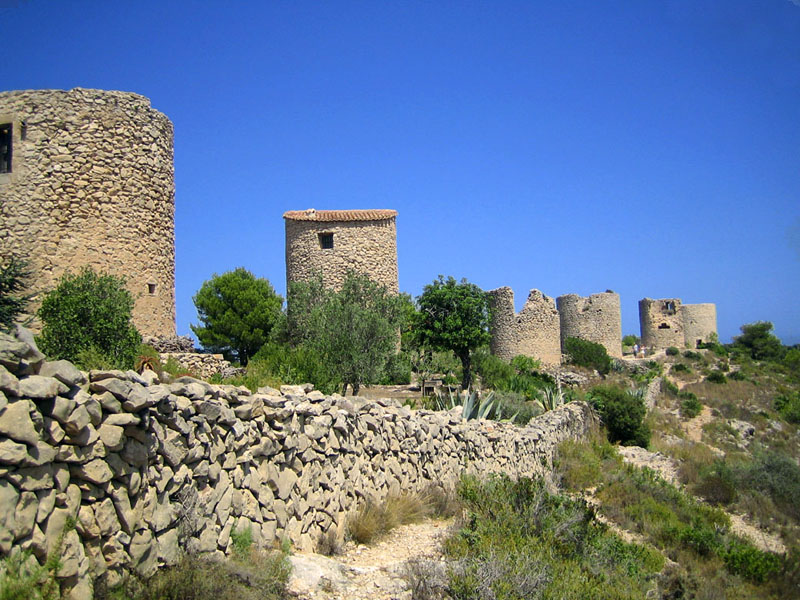
Molins de vent al pla de Sant Antoni.

### Monuments religiosos
- Església de Sant Bertomeu, església gòtica construïda fonamentalment al segle xvi. És una gran construcció que combina la funció d'església amb la de fortalesa (amb grans murs i matacans).
- Església de la Mare de Déu del Loreto, construcció moderna (però amb el precedent d'una església anterior) situada al Port. El seu sostre imita la forma del buc de les embarcacions, a l'exterior fa gran ús del formigó armat en els pilars.
- Monestir Mare de Déu dels Àngels, monestir jerònim situat a la plana, prop del Cap de Sant Antoni.
- Ermita de Santa Llúcia, situada sobre un turó de 163 metres, data dels segles XIV-XV.
- Ermita del Pòpul, situada en la carretera que va cap a Jesús Pobre, té el seu origen al segle xiii.
- Ermita de Jesús Natzaré, el Calvari, que data del segle xix.

### Monuments civils
- Nucli antic de la vila, que conserva cert aire medieval mediterrani, amb palaus i grans cases (l'ajuntament, el Palau d'Antoni Banyuls, actual Museu Soler Blasco, la Casa Bolufer, el Palau dels Sapena, etc.)
- Torres de guaita o talaies, que servien per a la protecció de la costa dels atacs pirates. Des d'elles es comunicava a la població que s'anava a produir un atac. Són la Torre Albardesa, la Torre Bolufer, la Torre Capsades, la Torre Ambolo o del descobridor, la Torre del Portitxol o del cap de Sant Martí, la Torre de la Granadella, la Torre Pelleter o del Pardalet i la Torre Torroner. S'ha de dir que poques es conserven en un estat adequat, i altres són de propietat privada.
- Molins de la Plana, antics molins fariners del s.XIV aprox.
- Museu Arqueològic i Etnogràfic Municipal Soler Blasco, museu municipal situat a la casa-palau d'Antoni Banyuls.
- Far del Cap de la Nau, situat al Cap de la Nau.

## Llengua
La llengua pròpia dels habitants de Xàbia és el valencià. Els xabiencs sovint reben el malnom de sabocs pel seu parlar. El fenomen fonètic de l'harmonia vocàlica és freqüent en el seu parlar i, a més a més, és molt pronunciada per l'obertura de la vocal tònica precedent.
Quant al lèxic local, hi ha diverses paraules que diferencien el parlar dels xabiencs del parlar dels pobles de la contornada són bogamarí (eriçó de mar), aquí (freqüent a la comarca, a diferència del valencià general ací), volta (vegada), etc.

## Gastronomia
- Putxero: Cuinat al mateix perol on es barregen llegums i carns. El més característic del putxero de Xàbia és la pilota dolça (feta d'ametlla).
- Paella: De tots els tipus. Preferentment marinera, paella d'aladroc, arròs a banda, arròs a la marinera.
- Coca de verdures: Paregut a la "pizza" italiana coberta d'oli i anxova o melva, ceba, pebrera,albargenia i tomaca.
- Coques de dacsa: Coques farcides de tomaca i anxova.
- Polp sec: Es deixa assecar a l'aire lliure i es torra directament sobre la flama del foc, per a servir-lo després tallat a trossos amb oli d'oliva.
- Capellanets secs: És bacallà (o abadejo) assecat. Es torra sobre la flama i se servix a trossets amb oli d'oliva.
- Mistela: Molt valorada a Xàbia així com a les poblacions veïnes del Poble Nou de Benitatxell i Teulada.
- Arròs caldós: Amb sèpia, xones (caragols), rap, conill, etc.
- Pastissets d'ametlla. Típics de Nadal.
- Bunyols: Fets de carabassa i fregits amb oli i coberts de sucre.

## Festes
La seua festa major és Sant Joan i se celebra el 24 de juny. Al nucli de duanes la festa més important és la Mare de Déu del Loreto i se celebra el 8 de setembre.

## Esports
El microclima de Xàbia permet practicar esports d'aire lliure durant tot l'any sense patir les inclemències de l'oratge. A Xàbia es pot fer senderisme i ciclisme per rutes específiques marcades i ben senyalitzades.
També es poden practicar esports aquàtics; surf, windsurf, submarinisme, vela, pesca, etc.

## Personatges destacats
- Antoni Llidó Mengual (1936-1974), sacerdot i pedagog, desaparegut i previsiblement mort en el Xile de Pinochet.
- Pepa Guardiola Chorro (1953-), escriptora.
- Consuelo Femenía Guardiola (1965-), diplomàtica.
- David Ferrer Ern (1982-), tennista professional entre els anys 2000 i 2019.
- Sergio Hernández (1983-), pilot de carreres automobilístiques des de 1998.
- Xavier Torres Buigues (1986-), jugador de futbol professional.
- Adrià Ortolà i Vañó (1993-), jugador de futbol professional.

## Fotografies

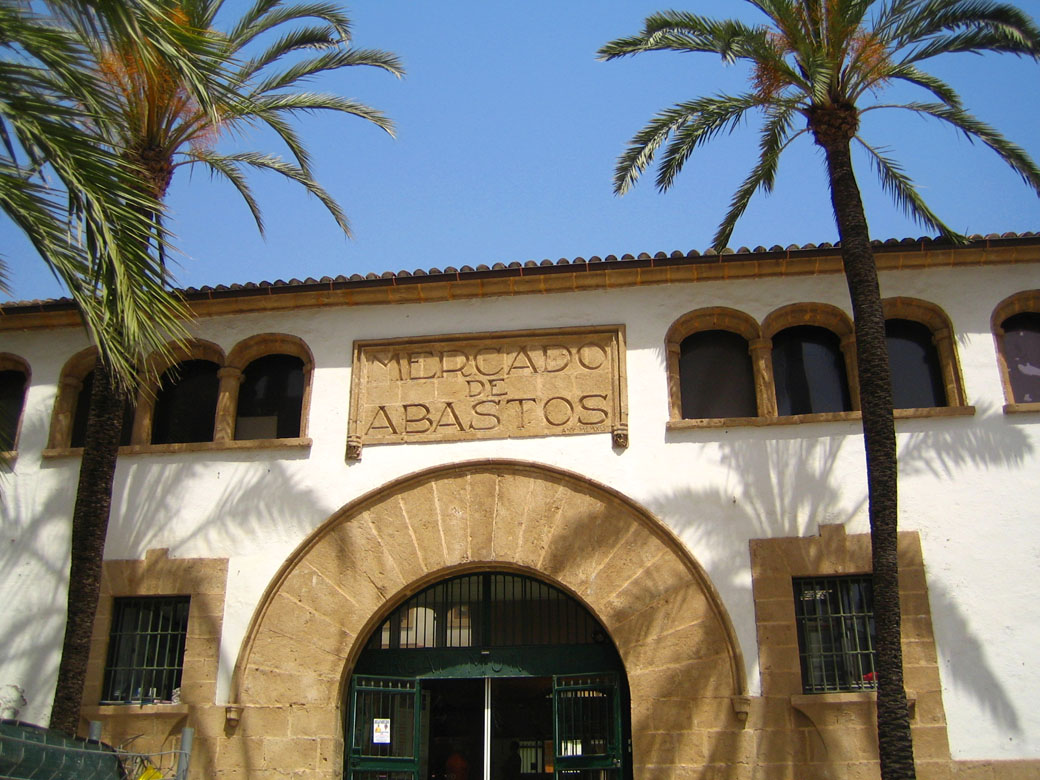
Façana neogòtica del mercat.
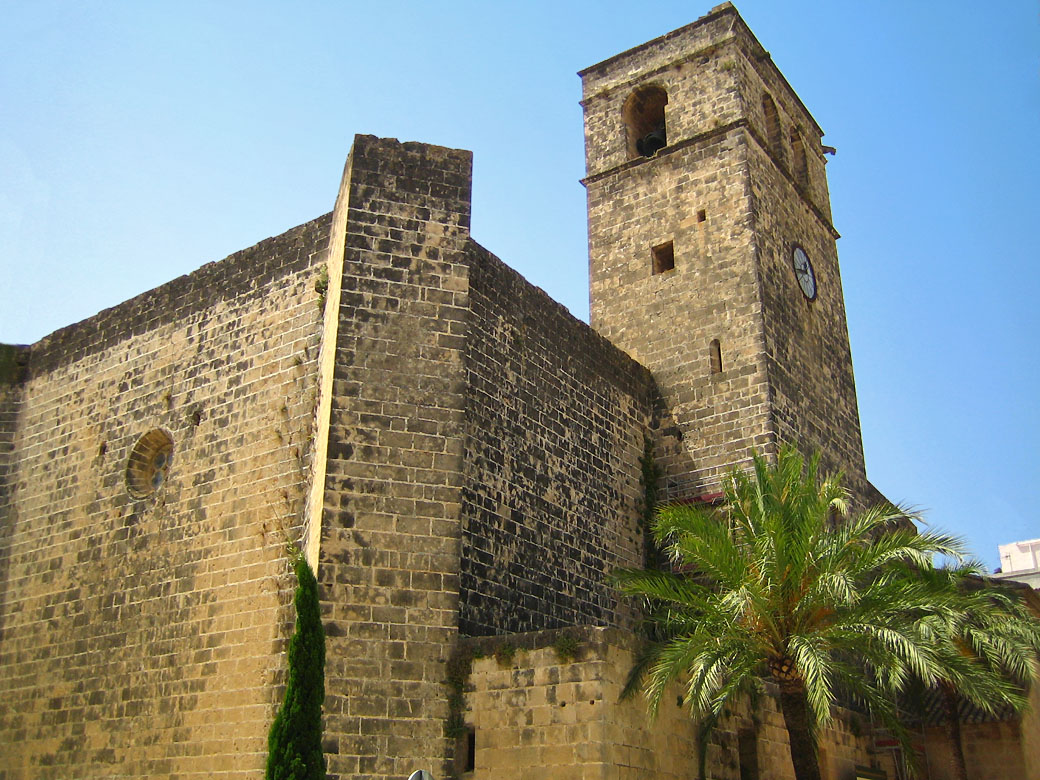
Església fortificada.
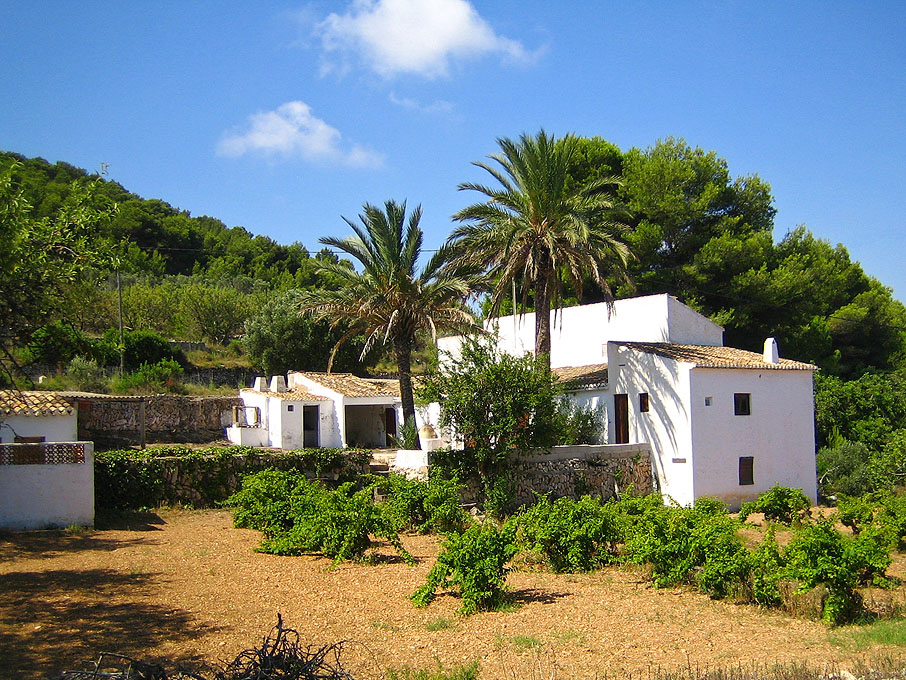
Típica masia situada a prop de Cap de la Nau.
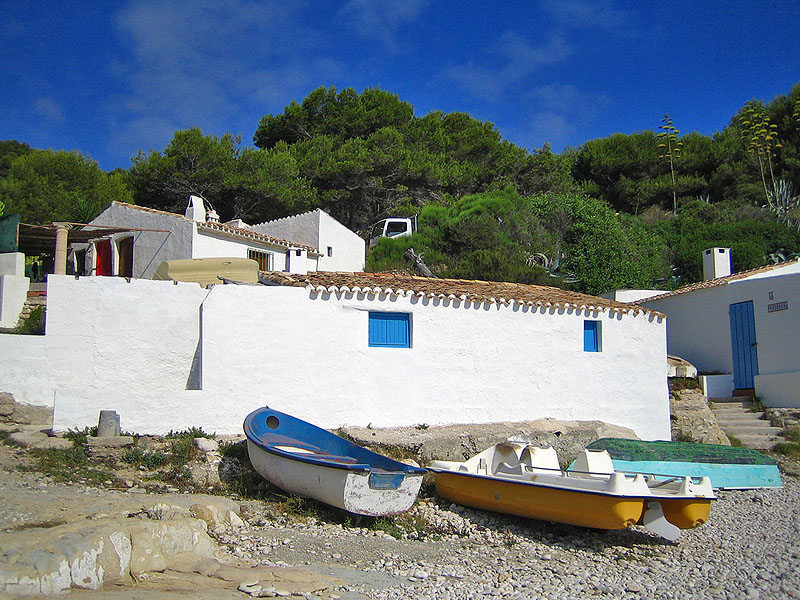
Barraques de pescadors a cala barraca.
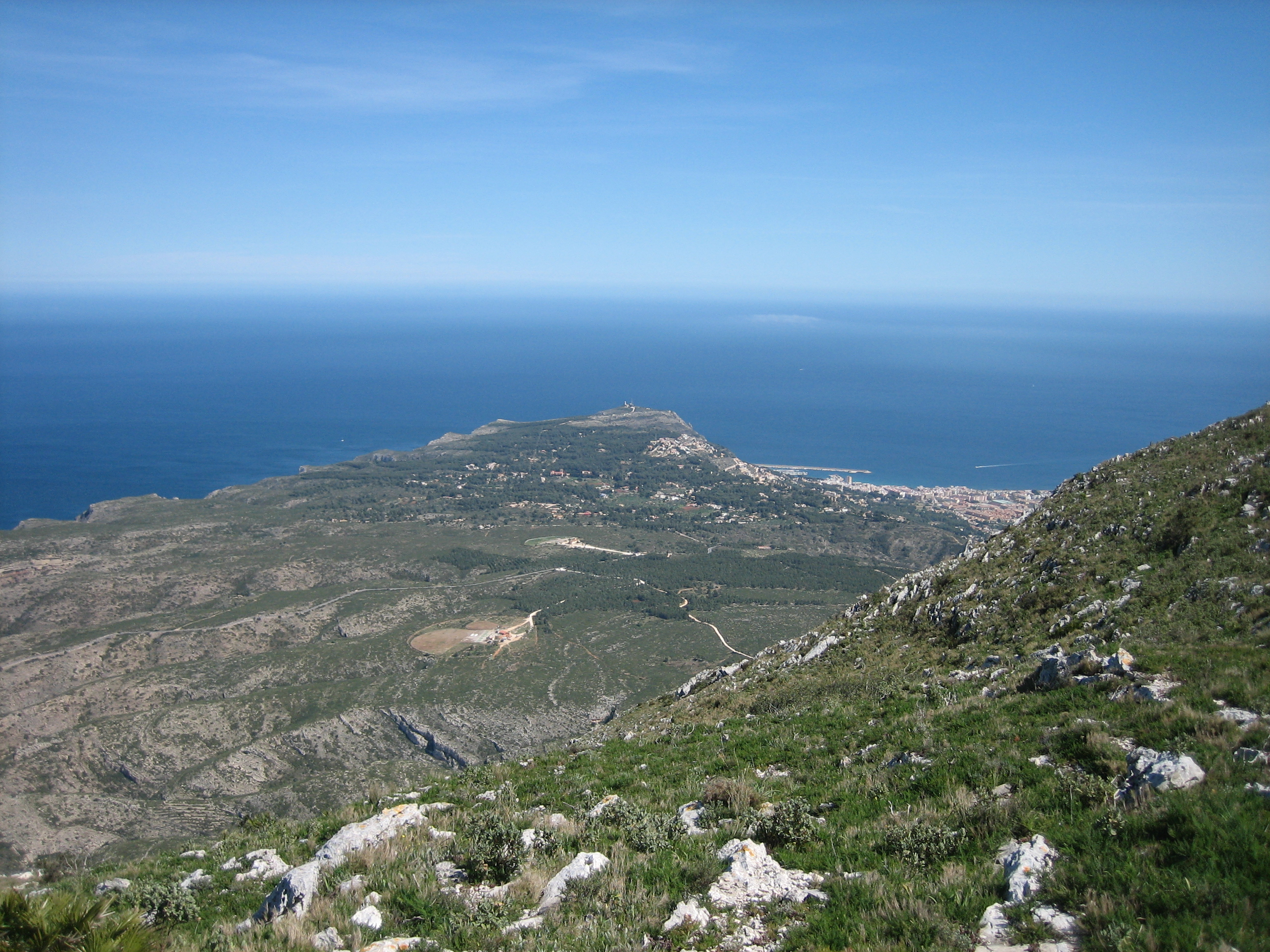
Cap de Sant Antoni des del Montgó.